# Kirtland (Nou Mèxic)
Kirtland és una concentració de població designada pel cens dels Estats Units a l'estat de Nou Mèxic. Segons el cens del 2000 tenia 6.190 habitants.

## Demografia
Segons el cens del 2000, Kirtland tenia 6.190 habitants, 1.822 habitatges, i 1.517 famílies. La densitat de població era de 204,8 habitants per km².
Dels 1.822 habitatges en un 50,5% hi vivien nens de menys de 18 anys, en un 61,6% hi vivien parelles casades, en un 14,9% dones solteres, i en un 16,7% no eren unitats familiars. En el 13,7% dels habitatges hi vivien persones soles el 4,7% de les quals corresponia a persones de 65 anys o més que vivien soles. El nombre mitjà de persones vivint en cada habitatge era de 3,4 i el nombre mitjà de persones que vivien en cada família era de 3,71.
Per edats la població es repartia de la següent manera: un 36,4% tenia menys de 18 anys, un 11,2% entre 18 i 24, un 27,4% entre 25 i 44, un 18,9% de 45 a 60 i un 6,1% 65 anys o més.
L'edat mediana era de 27 anys. Per cada 100 dones de 18 o més anys hi havia 93,6 homes.
La renda mediana per habitatge era de 45.000 $ i la renda mediana per família de 45.491 $. Els homes tenien una renda mediana de 41.014 $ mentre que les dones 21.146 $. La renda per capita de la població era de 14.053 $. Aproximadament el 12,5% de les famílies i el 14,8% de la població estaven per davall del llindar de pobresa.

## Poblacions més properes
El següent diagrama mostra les poblacions més properes.